# Bohdan Karásek
Bohdan Karásek (* 27. září 1978 Brno) je český filmový režisér, scenárista a hudebník.

## Život
Bohdan Karásek se narodil 27. září 1978 v Brně, vystudoval Vyšší odbornou školu filmovou ve Zlíně a scenáristiku a dramaturgii na FAMU. Působí v instrumentální skupině Ploy, kde hraje na bicí a perkuse. V roce 2002 si zahrál ve snímku Láska shora režiséra Petra Marka, v roce 2008 realizoval snímek Nadějná generace, v nezávislé produkci Filmové společnosti Alfreda Bouriany natočil tzv. „bytové filmy“ Lucie (2011) a Milostné písně (2013) a v roce 2019 natočil svůj celovečerní debut Karel, já a ty, za který dostal ocenění ARAS – Asociace filmových režisérů, scenáristů a dramaturgů, Cenu innogy pro objev roku 2019 – Ceny české filmové kritiky a nominaci za scénář na Český lev. Exkluzivně pro Vltavu napsal a natočil rozhlasovou hru Noční scéna, postavenou na intimním dialogu matky s dcerou. 
Opakovaně spolupracuje s brněnským HaDivadlem, je spoluautorem scénářů divadelních inscenací Naši (2020) a Humanismus 2022 (2022), za který společně s režisérem Ivanem Burajem obdržel nominaci na Cenu divadelní kritiky za rok 2022 v kategorii Poprvé uvedená česká hra roku.